# Jet Jurgensmeyer
Jet Jurgensmeyer (Nashville, 27 de novembre de 2004) és un actor i músic estatunidenc. És conegut pels seus papers com Bobby en el pel·lícula de televisió de 2016 de Disney Channel Adventures in Babysitting, Boyd Baxter en la sèrie de Fox Last Man Standing i Pip el pingüí en la sèrie animada de Disney Junior, T.O.T.S.

## Biografia
Jurgensmeyer va néixer i es va criar a Nashville, Tennessee, on els seus pares tenien un restaurant de música en directe i espectacles. Va fer el seu debut televisiu amb un paper convidat en la sèrie de televisió de la CBS CSI: Crime Scene Investigation en 2010. En 2012 va ser triat com Spanky, un dels papers principals, en la pel·lícula de 2014 d'Alex Zamm The Little Rascals Save the Day.
En 2016 va aparèixer en la pel·lícula de Disney Channel Adventures in Babysitting, interpretant Bobby, el fill mitjà dels nens sent cures. El mateix any, Jurgensmeyer va ser triat per a la següent pel·lícula per a televisió de Nickelodeon Legends of the Hidden Temple, interpretant a Dudley, el més jove dels tres germans que viatgen a través del temple.
Des de 2018, ha interpretat a Boyd Baxter en la sèrie de comèdia de Fox Last Man Standing, i des de 2019 ha estat part de l'elenc de la sèrie de televisió infantil de Disney Junior T.O.T.S. donant-li veu a Pip el Pingüí.
Després de llançar diversos senzills, Jurgensmeyer va llançar un àlbum homònim al juny de 2019, que va ser gravat en Legends Studio en Nashville, Tennessee. L'àlbum inclou música escrita en col·laboració amb diversos escriptors, inclosos Real World, Just Another Moment Away escrits per Sabrina Carpenter, i This is your Moment, A Lot More Love i Say Goodbye per Alleuja McKenna.

## Filmografia

### Cinema
| Any  | Títol                           | Paper          | Notes                         | Ref    |
| ---- | ------------------------------- | -------------- | ----------------------------- | ------ |
| 2010 | Redemption Road                 | Jet            |                               |        |
| 2012 | Lukewarm                        | Luke jove      |                               |        |
| 2013 | Cold Turkey                     | Cypress        | Originalment titulat Pasadena |        |
| 2013 | Devil's Knot                    | Stevie Branch  |                               | [ 14 ] |
| 2013 | Catch                           | Jimmy          | Curtmetratge                  |        |
| 2014 | The Little Rascals Save the Day | Spanky         | Paper principal               | [ 15 ] |
| 2014 | A Belle for Christmas           | Elliot Barrows |                               |        |
| 2014 | American Sniper                 | Amic de Colton |                               |        |
| 2015 | Woodlawn                        | Todd           |                               | [ 16 ] |
| 2017 | Ferdinand                       | Maco (de jove) | Veu                           | [ 17 ] |
| 2017 | Cupid's Proxy                   | Justin         | Paper principal               | [ 18 ] |
| 2018 | Robot 7723                      | Junior         | Veu                           | [ 19 ] |
| 2019 | The Legend of 5 Mile Cavi       | Tommy Tilwicky | Paper principal               | [ 20 ] |

### Televisió
| Any          | Títol                                       | Paper                   | Notes                             | Ref    |
| ------------ | ------------------------------------------- | ----------------------- | --------------------------------- | ------ |
| 2010         | CSI: Crime Scene Investigation              | Conner Wilson           | Episodi: Lost and Found           |        |
| 2011         | Grey's Anatomy                              | Jack Hobart             | Episodi: Unaccompanied Minor      |        |
| 2011–2012    | Special Agent Goso                          | Gabriel / Aiden / Rudy  | Veus; 3 episodis                  | [ 21 ] |
| 2012         | Bad Girls                                   | Aiden                   | Pel·lícula per TV                 |        |
| 2012         | Austin & Jessie & Ally: Estels de l'Any Nou | Stevie                  | Paper convidat                    | [ 22 ] |
| 2013         | Last Rights the Sèries                      | Concord                 | Pel·lícula per TV                 |        |
| 2013         | Changing Seasons                            | Bryce                   | Pel·lícula per TV                 |        |
| 2013–2016    | Bubble Guppies                              | Nonny                   | Veu; paper principal              | [ 23 ] |
| 2014         | Hot in Cleveland                            | Anthony                 | Episodi: The Italian Job          |        |
| 2014         | Marry Em                                    | Mason                   | Episodi: Scary Em                 |        |
| 2015         | Pickle & Peanut                             | Dr. Pamplemousse        | Episodi: Cookie Racket/Busted Arm | [ 24 ] |
| 2015         | Black-ish                                   | Caleb                   | 2 episodis                        |        |
| 2016         | Adventures in Babysitting                   | Bobby Anderson          | Pel·lícula per a televisió        | [ 25 ] |
| 2016         | Shimmer & Shine                             | Kaz                     | Paper recurrent                   | [ 23 ] |
| 2016         | Legends of the Hidden Temple                | Dudley                  | Pel·lícula per a televisió        | [ 26 ] |
| 2017         | Puppy Dog Pals                              | Orby                    | Paper recurrent                   | [ 21 ] |
| 2017         | Hey Arnold!: The Jungle Movie               | Stinky Peterson         | Pel·lícula per a televisió        | [ 27 ] |
| 2017         | Will & Grace                                | Skip                    | Episodi: Grandpa Jack             | [ 28 ] |
| 2017         | Hey Arnold!: The Jungle Movie               | Stinky                  | Pel·lícula per a televisió; veu   | [ 29 ] |
| 2017-present | The Stinky and Dirty Xou                    | Dirty                   | Veu; paper principal              | [ 30 ] |
| 2018         | Babysitter’s Nightmare                      | Toby Andrews            | Pel·lícula per a televisió        | [ 21 ] |
| 2018-present | Last Man Standing                           | Boyd Baxter             | Paper recurrent                   | [ 31 ] |
| 2019-present | TOTS                                        | Pip el Pingüí           | Veu; paper principal              | [ 32 ] |
| 2020-present | Ozark                                       | Jason Bateman (de jove) | Paper recurrent                   | [ 33 ] |

## Premis i nominacions
| Any  | Premi               | Categoria                                                                           | Nominació per                   | Resultat | Ref    |
| ---- | ------------------- | ----------------------------------------------------------------------------------- | ------------------------------- | -------- | ------ |
| 2012 | Premis Young Artist | Millor actuació de veu - Jove actor                                                 | Special Agent Oso               | Nominat  | [ 34 ] |
| 2013 | Premis Young Artist | Millor interpretació en un paper de doblatge en televisió - Actor jove              | Special Agent Oso               | Nominat  | [ 35 ] |
| 2013 | Premis Young Artist | Millor actuació en una sèrie de televisió - Actor convidat de 10 o més              | Austin & Ally                   | Nominat  | [ 35 ] |
| 2015 | Premis Young Artist | Millor actuació en una pel·lícula per a DVD                                         | The Little Rascals Save the Day | Nominat  | [ 36 ] |
| 2016 | Premis Young Artist | Millor actuació de veu - Actor jove (menors d'11 anys)                              | Bubble Guppies                  | Nominat  | [ 37 ] |
| 2016 | Premis Young Artist | Millor actuació en un llargmetratge - Actor jove de repartiment (Menors de 13 anys) | Woodlawn                        | Nominat  | [ 37 ] |
| 2018 | Premis Young Artist | Millor actuació en una sèrie de televisió - Actor jove convidat                     | Will & Grace                    | Nominat  | [ 38 ] |